# Evelynne
Evelynne je pětičlenná pražská hudební skupina, kterou charakterizuje osobitý elektronický zvuk s prvky popu.
Kapela vstoupila na scénu na podzim roku 2012 s úspěšným debutovým albem Anonymity. Na začátku roku 2013 zahájila spolupráci s bookingovou agenturou Ameba Production (díky její zásluze prorazily kapely Divokej Bill, Horkýže Slíže, Vypsaná fiXa a další). Bezprostředně poté následovala další spolupráce, tentokrát s agenturou Championship, pod jejichž křídly se zviditelnily hvězdy jako Ben Cristovao či Xindl X.
V prosinci roku 2013 pod taktovkou producenta Borise Carloffa vydali druhé album Identity, které je dostalo do širokého povědomí. Současně v tomto roce se stali jedním z vítězů českého YouTube Festu 2013 a objevem roku 2013 internetového časopisu Topzine. Dále se zařadili do Top 10 nejlepších domácích nováčků 2013 od I-Report, zahráli na cenách Anděl 2013 a získali nominaci v soutěži Český Tučnák. Mezi další úspěchy v dlouhodobějším horizontu lze zařadit postup do evropského finále International Live Awards ve Vídni, umístění v TOP 10 RGM Live Space, finále v soutěži Emergenza a mnoho dalších.
Evelynne si jako support přizvala kapela Mandrage pro své turné Siluety Tour 2014. Dále se ukázali v featuringu s kapelou Skyline před 5 000 lidmi a sdíleli pódia s kapelami jako Charlie Straight, UDG, Toxique, atd. Kapela odehrála i úspěšné koncerty v zahraničí a předskakovala v Praze několika zahraničním kapelám. Evelynne si také zahráli na festivalech jako Rock for People, t-music Back to School, Smíchov Open Air, Masters of Rock, slovenský Grape festival a další. V roce 2014 dokonce měla vystoupit na Szigetu v Budapešti, který patří mezi největší evropské festivaly.
Na rok 2014 plánovala kapela vydat klip k úspěšnému hitu „Get up“ z desky Identity. Měla také podniknout výjezdy do zahraničí a chystala se účastnit mnoha domácích festivalů.